# Campionato europeo maschile di pallacanestro Under-16 2011
Il 25º Campionato europeo di pallacanestro maschile Under-16 (noto anche come FIBA Europe Under-16 Championship 2011) si è svolto in Repubblica Ceca, presso Hradec Králové, dal 27 luglio al 7 agosto 2011.

## Squadre partecipanti
- Bulgaria
- Croazia
- Rep. Ceca  (Division B 2010)
- Francia
- Germania
- Grecia
- Italia
- Lettonia

- Lituania
- Montenegro
- Polonia
- Russia
- Serbia
- Spagna
- Turchia
- Ucraina (Division B 2010)

## Classifica finale
| Campione d'Europa        | Campione d'Europa | Campione d'Europa |         |
| ------------------------ | ----------------- | ----------------- | ------- |
| Oro                      | Croazia           | Croazia           | Croazia |
| Argento                  | Rep. Ceca         |                   |         |
| Bronzo                   | Spagna            |                   |         |
| 4.                       | Francia           |                   |         |
| 5.                       | Russia            |                   |         |
| 6.                       | Lettonia          |                   |         |
| 7.                       | Turchia           |                   |         |
| 8.                       | Germania          |                   |         |
| 9.                       | Serbia            |                   |         |
| 10.                      | Italia            |                   |         |
| 11.                      | Grecia            |                   |         |
| 12.                      | Ucraina           |                   |         |
| 13.                      | Lituania          |                   |         |
| 14.                      | Polonia           |                   |         |
| Retrocesse in Division B |                   |                   |         |
| 15.                      | Bulgaria          |                   |         |
| 16.                      | Montenegro        |                   |         |